# (9886) Aoyagi
(9886) Aoyagi (1994 VM7) – planetoida z pasa głównego asteroid okrążająca Słońce w ciągu 3,75 lat w średniej odległości 2,41 j.a. Odkryta 8 listopada 1994 roku.